# Leonov (månkrater)
Leonov är en nedslagskrater på månens baksida. Leonov har fått sitt namn efter den sovjetiska kosmonauten Aleksej Leonov.